# Saint-Clair (Lot)
Saint-Clair – miejscowość i gmina we Francji, w regionie Oksytania, w departamencie Lot.
Według danych na rok 1990 gminę zamieszkiwało 119 osób, a gęstość zaludnienia wynosiła 11 osób/km² (wśród 3020 gmin regionu Midi-Pireneje Saint-Clair plasuje się na 944. miejscu pod względem liczby ludności, natomiast pod względem powierzchni na miejscu 1028.).